# Brad Smith
Bradley Shaun 'Brad' Smith (Penrith, 9 aprile 1994) è un calciatore australiano con cittadinanza britannica, difensore del FC Cincinnati.

## Caratteristiche tecniche
È un terzino sinistro.

## Carriera

### Club
Cresciuto nelle giovanili del Liverpool, nel 2016 passa al Bournemouth, con cui però mette a referto solamente cinque presenze in due anni. Nell'estate 2018 si trasferisce in prestito ai Seattle Sounders, militanti in MLS, coi quali si impone subito da titolare nel ruolo di terzino sinistro.

### Nazionale
Dopo aver fatto la trafila delle nazionali giovanili inglesi, ha optato per la nazionalità australiana.
Il 10 ottobre 2014 ha fatto l'esordio con i Socceroos subentrando al 61' a Robbie Kruse nel corso dell'amichevole pareggiata per 0-0 contro gli Emirati Arabi Uniti.

## Palmarès

### Club

#### Competizioni nazionali
- Campionato MLS: 1

Seattle Sounders: 2019
- Lamar Hunt U.S. Open Cup: 1

Houston Dynamo: 2023